# スウィートウォーターウインドファーム
スウィートウォーターウインドファーム（Sweetwater Wind Farm）はテキサス州ノーラン郡の集合型風力発電所。2003年に運転を始めた。
第1工期では25基のGE製1.5MW・S発電機を、第2工期では61基のGE製1.5MW・SLE発電機を、第3工期では90基のGE製1.5MW・XLE発電機を導入した。
第4工期では135基の三菱製1.0MW発電機と、46基のシーメンス・ウィンド・パワー製2.3MW発電機を導入する。発電された電力は20年間の購入契約でサンアントニオのCPSエナジーが購入する。
第5工期では35基のシーメンス製2.3MW発電機を導入する。

## 註
1. ↑  “Top 10 biggest wind farms”.   power-tecnorogy.com (2013年9月30日). 2014年5月27日閲覧。